# Ворсон-Вудс (Міссурі)
Ворсон-Вудс (англ. Warson Woods) — місто (англ. city) в США, в окрузі Сент-Луїс штату Міссурі. Населення — 2018 осіб (2020).

## Географія
Ворсон-Вудс розташований за координатами 38°36′25″ пн. ш. 90°23′28″ зх. д. / 38.60694° пн. ш. 90.39111° зх. д. (38.606924, -90.391164).  За даними Бюро перепису населення США в 2010 році місто мало площу 1,51 км², уся площа — суходіл.

## Демографія
Згідно з переписом 2010 року, у місті мешкали 1962 особи в 760 домогосподарствах у складі 568 родин. Густота населення становила 1299 осіб/км².  Було 791 помешкання (524/км²).
Расовий склад населення:
| - 97,9 % — білих - 0,7 % — азіатів - 0,5 % — чорних або афроамериканців - 0,2 % — корінних американців |

До двох чи більше рас належало 0,6 %. Частка іспаномовних становила 1,3 % від усіх жителів.
За віковим діапазоном населення розподілялося таким чином: 27,2 % — особи молодші 18 років, 51,5 % — особи у віці 18—64 років, 21,3 % — особи у віці 65 років та старші. Медіана віку мешканця становила 45,1 року. На 100 осіб жіночої статі у місті припадало 93,9 чоловіків;  на 100 жінок у віці від 18 років та старших — 90,1 чоловіків також старших 18 років.
Середній дохід на одне домашнє господарство  становив 152 400 доларів США (медіана — 120 982), а середній дохід на одну сім'ю — 176 851 долар (медіана — 140 625). Медіана доходів становила 122 656 доларів для чоловіків та 64 375 доларів для жінок. За межею бідності перебувало 1,4 % осіб, у тому числі 0,0 % дітей у віці до 18 років та 2,1 % осіб у віці 65 років та старших.
Цивільне працевлаштоване населення становило 810 осіб. Основні галузі зайнятості: освіта, охорона здоров'я та соціальна допомога — 26,7 %, науковці, спеціалісти, менеджери — 17,3 %, фінанси, страхування та нерухомість — 14,2 %.